# Classis Britannica
La Classis Britannica (literalmente, flota británica, en el sentido de 'la flota en aguas británicas' o 'la flota de la provincia de Britania ', en lugar de 'la flota del estado de Gran Bretaña') fue una flota naval provincial de la Armada de la antigua Roma. Su propósito era controlar el Canal de la Mancha y las aguas alrededor de la provincia romana de Britania. A diferencia de las "naves de combate" modernas (y algunas romanas contemporáneas), su trabajo consistía en gran medida en el movimiento logístico de personal y apoyo, y en mantener abiertas las rutas de comunicación a través del Canal.
No hay ninguna referencia literaria en los historiadores clásicos al Classis Britannica con ese nombre, y la evidencia arqueológica también es escasa (aunque los mosaicos con el sello CLBR son comunes a lo largo de la costa este de Kent y en Londres, lo que sugiere edificios gubernamentales o una instancia temprana de materiales militares), lo que significa que, lamentablemente, los detalles de su historia y forma se basan en un alto grado de interpretación.

## Historia

### Invasión
Una flota se formó originalmente para la invasión de Gran Bretaña bajo el mando de Claudio, con la tarea de traer una fuerza de invasión de 40.000 hombres del ejército romano, además de suministros, a Gran Bretaña. Continuó después de la invasión exitosa para brindar apoyo al ejército, transportando cantidades masivas de suministros a través del Canal de la Mancha.

### Conquista
Esta flota jugó un papel importante en la posterior conquista de Britania. Sin embargo, Tácito afirma que, extrañamente, unos veinte años después de la invasión, no estuvo presente en el cruce de Suetonio Paulino del  estrecho de Menai a Anglesey antes de la rebelión de Boudica. Esto sugiere que la fuerza todavía estaba ocupada en el área del Canal, inadecuada para el largo viaje hasta el norte de Gales, o demasiado pequeña para ofrecer un nivel útil de apoyo a las tropas terrestres.
En el período de la dinastía Flavia, lo que se había planteado inicialmente como una flota de invasión temporal se formalizó como Classis Britannica y se convirtió en estatuto permanente. También en dicho período, bajo el gobernador Agrícola, circunnavegó Caledonia (Escocia), y en el 83 atacó su costa oriental. Un año después, se registra que la flota llegó a las islas Orcadas.
Debido a la falta de una oposición naval seria a principios del período imperial en el área de operaciones de la flota, el papel principal del Classis era como apoyo logístico tanto para el ejército en Britania como para el ejército. y también a los ejércitos que hicieron campaña en años posteriores en Germania.

### Producción de hierro
En Weald, en el sureste de Inglaterra, se han encontrado azulejos estampados de Classis Britannica en sitios asociados con la producción de hierro. El más grande de ellos está en Beauport Park, cerca de Battle, East Sussex, donde se usaron más de 1000 tejas para techar una importante casa de baños adyacente a un gran sitio de fundición de hierro. Otros sitios de producción de hierro donde se han encontrado tejas son Bardown, cerca de Wadhurst, Sussex, y Little Farningham Farm, cerca de Cranbrook, Kent. Otros tres sitios donde se han encontrado azulejos tenían acceso a agua navegable en la época romana, y dos de ellos, en Bodiam, y en Boreham Bridge cerca de Ninfield, ambos en Sussex tienen herrajes asociados. La implicación es que el Classis Britannica no solo transportaba hierro, sino que también participaba en su producción.

## Puertos
Originalmente se creía que la base principal de la flota estaba en Rutupiae, pero un trabajo arqueológico más reciente ha descubierto uno de los tres únicos fuertes supervivientes ocupados por los infantes de marina de la flota en Dubris (actual Dover), lo que sugiere que, de hecho, se trataba de una importante base de operaciones. Incluso puede haber sido su base principal, aunque uno de los otros fuertes de la flota supervivientes, en Boulogne-sur-Mer, es mucho más grande y, por lo tanto, algunos dicen que es un candidato más probable que Dover para ese papel.[cita requerida] Portus Adurni en el norte del puerto de Portsmouth es otro contendiente y se cree que fue al menos una base importante para la flota.